# Velimir Radinović
Velimir Radinović (* 17. Januar 1981 in Oakville, Ontario) ist ein ehemaliger kanadischer Basketballspieler serbischer Abstammung, der beide Staatsbürgerschaften besitzt. Er war in seiner aktiven Zeit zuletzt 2011 beim deutschen Basketball-Bundesligisten WALTER Tigers aus Tübingen unter Vertrag.
Radinović studierte in den Vereinigten Staaten an der Ohio State University und war für das Hochschulteam Buckeyes in der NCAA Division I aktiv. Hier spielte er unter anderem mit dem ebenfalls in der BBL aktiven Brian Brown zusammen. Seine Zeit bei den Buckeyes war überschattet von dem Skandal um den montenegrinischen Spieler Boban Savović, der Geld erhalten hatte, als er für das Hochschulteam gespielt hatte, was gegen die Regularien der NCAA verstieß. Daher wurden alle Ergebnisse der Buckeyes bis 2002 aus den Ergebnislisten gestrichen.
Nach dem Studium ging Radinović 2004 in das Heimatland seiner Eltern und war in Belgrad für Železnik aktiv, bevor er den Verein während der Saison im Dezember 2005 verließ. Im Anschluss wechselte er innerhalb Serbiens zu Hemofarm nach Vršac, bevor er 2007/08 eine Saison im französischen Clermont-Ferrand in der LNB Pro A spielte. Der Verein stieg jedoch nach nur vier Siegen 2008 am Ende der Saison ab. In der folgenden Spielzeit spielte er dann auch zweitklassig, allerdings bei Iraklis im griechischen Thessaloniki. Iraklis gelang der Wiederaufstieg 2010 jedoch erst eine Spielzeit später, in der Radinović bereits im März 2010 in Weißenfels beim erstklassigen MBC einen Vertrag als Ersatz für den verletzten Johnnie Gilbert unterschrieben hatte. In der Saisonvorbereitung zur BBL-Saison 2010/11 profitierte er von der Verletzung des ursprünglich verpflichteten finnischen Centerspielers Antti Nikkilä, dessen Vertrag aufgelöst wurde, und erhielt einen neuen Vertrag beim MBC. Nach dem Abstieg des MBC wechselte Radinović innerhalb der Liga zu WALTER Tigers Tübingen, wo er vom Rausschmiss von Kenny Williams profitierte, der sich zuvor von der Mannschaft abgesetzt und in sein Heimatland zurückgekehrt war. Sein Vertrag wurde jedoch vorzeitig im gegenseitigen Einvernehmen bereits nach sechs Spielen im November 2011 wieder aufgelöst. Im April 2012 gab er dann seinen Rücktritt vom professionellen Basketball wegen anhaltender Kniebeschwerden bekannt.